# آمور جاديك
آمور جاديك (بالتركية: Ömür Gedik)‏(وُلدت في 22 ديسمبر1970)،كاتبة عمود، ناقدة سينمائية، صحفية، مذيعة، ناشطة في مجال حقوق الحيوان.

## تعليمها
تخرجت في فقه اللغةالإنجليزية من جامعة البسفور في 1992.

## حياتها المهنية
بدأت بعد تخرجها من الجامعة بالعمل في مجلة الصباح ثم مجلة الحُرية في 1993 وشغلت منصب مُحاضر (أستاذ جامعي) في قسم الإعدادات جامعة البسفورة لمدة عام.وفي1999عملت في الخدمة الفنية والثقافة الحُرة، ويوجد لها عمود تكتب فيه غالبا عن السينما في مجلة الفراشة الحُرة. وبدأت في 2004 بالعمل في الإذاعة، وأعدت وقدمت برنامج «الاستوديو» ذو المحتوى السينمائي طوال عام كامل في قناة tv8التلفزيونية.
وأعدت وقدمت برنامج cinemaniaالسينمائي الذي اُذيع في قناة دى في 2005. وافتتحت مهرجان الأفلام البرتقال الذهبي في أنطاليا عام 2012.

## جوائزها
في حفل توزيع جوائزkralالموسيقية الثامن عشر نالت جائزة kralالخاصة بموسيقى البوب عن مشروعها HAÇİKO.
وعند استلامها الج Tüketici ödülleri sahiplerini buldu, DH[http://www.haciko.org/bolumler/haciko-hakkinda/dernek-yonetimi HAÇİKO Dernek Yönetimi, haciko.org, erişim]A ائزة قالت:
(«قال أناتول فرانس أن جزء من روح الإنسان يظل نائماً حتى يحب حيواناً».وأريدُ استمراريتكم لدعمي في جهدي لإيقاظ ذوي الأرواح النائمة وأنا اتسلم هذه الجائزة باسم محبي الحيوانات وهي ليست فقط للقطط والكلاب وإنما لجميع الحيوانات ذو الريش ودون الريش.)
وحصلت أيضاً آمور على جائزة العام لأكثر الأغاني المعزوفة في قمة المستهلك الدولية الخامسة والعشرين الذي نظتها أكاديمية المستهلك.

## أعمالها في مجال حقوق الإنسان
لفتت آمور جاديك الانتباه إليها بأعمالها في مجال حقوق الحيوان وهي رئيسة مجلة حماية الحيوانات من اليأس واللامبالاة واسمها المختصر HAÇİKO.
وحضرت الاجتماع الذي أجراه رئيس الوزراء رجب طيب أردوغان المتعلق بالفنانين محبي الحيوانات في شهر فبراير لعام 2011، وعملت في مجال حقوق الحيوان في المنظمات التي أسستها باشتراكها مع هايتاب HAYTAP. وقامت بعمل دويتوات(أغاني ثنائية) في الأغاني حيت مع خليل سيزاي باراجيكوأوغلو في أغنية مُفترقة Paramparça ومع بوراك كوت في العشق يوجد يا ومع تيومان في ابقِ البرتقال هنا في ألبومه الوحيد الذي اسمه “Hop Dedik Orda Kalواستخدمت كل دخلها لصالح الحيوانات.

## حياتها الخاصة
لديها طفلة اسمها تايجا.